# Кейкаге
Кейкаге (фр. Keykagué) — деревня в Чаде, расположенная на территории региона Западный Логон.

## Географическое положение
Деревня находится в юго-западной части Чада, к северу от реки Логон, к северо-востоку от города Мунду, на высоте 530 метров над уровнем моря.
Населённый пункт расположен на расстоянии приблизительно 378 километров к юго-юго-востоку (SSE) от столицы страны Нджамены.

## Климат
Климат деревни характеризуется как тропический, с сухой зимой и дождливым летом (Aw в классификации климатов Кёппена). Среднегодовая температура воздуха составляет 26,5 °C. Средняя температура самого холодного месяца (января) составляет 24,1 °С, самого жаркого месяца (апреля) — 30,4 °С. Расчётная многолетняя норма осадков — 1056 мм. В течение года количество осадков распределено неравномерно, основная их масса выпадает в период с апреля по октябрь. Наибольшее количество осадков выпадает в августе (273 мм).

## Транспорт
Ближайший аэропорт расположен в городе Мунду.